# 호프만의 이야기 (영화)
호프만의 이야기(The Tales Of Hoffmann)는 영국에서 제작된 에머릭 프레스버거 감독의 1951년 모험, 판타지, 뮤지컬, 멜로/로맨스 영화이다. 모이라 시어러 등이 주연으로 출연하였고 마이클 포웰 등이 제작에 참여하였다. 자크 오펜바흐의 동명의 오페라를 바탕으로 제작되었으며, 방영영은 호프만의 노래이다.

## 출연

### 주연
- 모이라 시어러
- 루드밀라 체리나

### 조연
- 앤 아얄스
- 파멜라 브라운
- 레오니드 마신
- 로버트 헬프만
- 프레더릭 애슈턴
- 모겐스 위스
- 로버트 라운즈빌
- 라이오넬 해리스
- 필립 레버
- 메인하트 모어
- 에드먼드 오드런
- 존 포드
- 리처드 골딩
- 앨런 카터
- 베리 로우
- 아서 스키너

## 제작진
- 프로듀서: 조지 R. 버스비
- 조감독: 시드니 스트리터
- 미술: 헤인 헤크로스
- 의상: 아이비 베이커
- 의상: 헤인 헤크로스
- 분장부문: 코니 리브